# Iris Adrian
Iris Adrian, född 29 maj 1912 i Los Angeles, Kalifornien, död 17 september 1994 i Hollywood, Kalifornien, var en amerikansk skådespelare och dansare. Adrian medverkade i över 100 filmer, men kom aldrig att bli någon stor stjärna. Hon spelade ofta hårdkokta och tuffa kvinnor.

## Filmografi (i urval)
- 1936 – Bröder i kvadrat
- 1936 – Gold Diggers 1937 (ej krediterad)
- 1940 – En dag i vilda västern (ej krediterad)
- 1942 – Absolut oskyldig!
- 1942 – Svindel och kärlek
- 1943 – Mord i baletten
- 1943 – Din för alltid
- 1943 – Hon som kom köksvägen
- 1944 – Kvinnan i fönstret (ej krediterad)
- 1947 – Trassel med fruntimmer
- 1948 – Blekansiktet
- 1949 – Flamingovägen (ej krediterad)
- 1961 – Blue Hawaii
- 1961 – Bara på skoj
- 1965 – Agent DC
- 1968 – Gasen i botten, Herbie
- 1968 – Omaka par
- 1976 – Bland bovar och banditer
- 1976 – Åh vilken fredag